# Michael Neel
Michael Neel (nascido em 18 de julho de 1951) é um ex-ciclista olímpico norte-americano. Representou os EUA na prova de corrida individual em estrada nos Jogos Olímpicos de Verão de 1976.